# Де Кул (стадіон)
«Сеакон Стадіон — Де Кул» (нід. Seacon Stadion — De Koel) — футбольний стадіон у Венло, Нідерланди, домашня арена ФК «ВВВ-Венло».
Стадіон побудований протягом 1971—1972 років та відкритий 19 березня 1972 року із потужністю 24 500 глядачів. У 2003 році реконструйований, у результаті чого встановлено окремі крісла на глядацьких місцях, після чого місткість трибун особливо знизилася. 2004 року підписано комерційну угоду із компанією «Seacon», після чого арену перейменовано на «Сеакон Стадіон — Де Кул». У 2008 році здійснено капітальну реконструкцію стадіону, у результаті якої він приведений до вимог вищого дивізіону. Потужність знижено до 8 000 глядачів. 2013 року на полі встановлено штучне покриття.
У 2017 році оголошено про плани будівництва нового стадіону «ВВВ-Венло» потужністю 10 000 глядачів на місці «Де Кула». 